# Yomiuri Football Club 1974
Questa voce raccoglie le informazioni riguardanti lo Yomiuri Football Club nelle competizioni ufficiali della stagione 1974.

## Stagione
Trascinato dalle 13 reti del capocannoniere del campionato George Yonashiro, lo Yomiuri ebbe un rendimento regolare che gli consentì di concludere il torneo al primo posto, valido per i playoff promozione/salvezza dove incontrò il Toyota Motors, che inflisse alla squadra una duplice sconfitta. Al termine della stagione lo Yomiuri ebbe modo di esordire in Coppa dell'Imperatore, dove giunse sino al secondo turno in cui fu eliminato dal Towa Real Estate.

## Rosa
| N. |                          | Ruolo | Calciatore               |
| -- | ------------------------ | ----- | ------------------------ |
| 6  | Giappone (bandiera)      | C     | Youji Kikuchi (capitano) |
| 9  | Brasile (bandiera)       | A     | George Yonashiro         |
| 10 | Giappone (bandiera)      | C     | Yoshiaki Hashimoto       |
| 11 | Giappone (bandiera)      | C     | Toshiki Okajima          |
| 17 | Corea del Sud (bandiera) | C     | Lee Gook-Soo             |
| 20 | Giappone (bandiera)      | D     | Yasutarō Matsuki         |
| 26 | Giappone (bandiera)      | C     | Yukitaka Omi             |

| N. |                      | Ruolo | Calciatore          |
| -- | -------------------- | ----- | ------------------- |
|    | Giappone (bandiera)  | D     | Junji Imuro         |
|    | Giappone (bandiera)  | D     | Junichi Ishitsu     |
|    | Giappone (bandiera)  | D     | Kenji Saeki         |
|    | Giappone (bandiera)  | D     | Shigekazu Takahashi |
|    | Australia (bandiera) | C     | Hammy McMeechan     |
|    | Giappone (bandiera)  |       | Susumu Chiba        |

## Statistiche

### Statistiche di squadra
| Competizione          | Punti | Totale | Totale | Totale | Totale | Totale | Totale | DR  |
| Competizione          | Punti | G      | V      | N      | P      | Gf     | Gs     | DR  |
| --------------------- | ----- | ------ | ------ | ------ | ------ | ------ | ------ | --- |
| JSL Division 2        | 26    | 18     | 11     | 4      | 3      | 46     | 20     | +26 |
| JSL (playoff)         | -     | 2      | 0      | 0      | 2      | 4      | 2      | +2  |
| Coppa dell'Imperatore | -     | 2      | 1      | 0      | 1      | 7      | 3      | +4  |
| Totale                | -     | 22     | 12     | 4      | 6      | 57     | 25     | +32 |